# Kap Flying Fish
Das Kap Flying Fish ist das vereiste Westkap der Thurston-Insel vor der Eights-Küste des westantarktischen Ellsworthlands. Es markiert die Grenze zwischen der Amundsen- und der Bellingshausen-See.
Entdeckt wurde es bei einem Überflug im Februar 1940 während der United States Antarctic Service Expedition (1939–1941). Das Advisory Committee on Antarctic Names benannte es nach dem Schoner USS Flying Fish, einem der Expeditionsschiffe des US-amerikanischen Polarforschers Charles Wilkes bei der United States Exploring Expedition (1838–1842), das bei dieser Forschungsreise im März 1839 in die Nähe des Kaps gelangte.